# Bittacus bicornis
Bittacus bicornis is een schorpioenvlieg uit de familie van de hangvliegen (Bittacidae). De wetenschappelijke naam van de soort is voor het eerst geldig gepubliceerd door Londt in 1993.
De soort komt voor in Zuid-Afrika.